# Comté de Humphreys (Tennessee)
Pour les articles homonymes, voir Comté de Humphreys.
Le comté de Humphreys est un comté de l'État du Tennessee, aux États-Unis. Son siège est situé à Waverly et sa population était en 2000 de 17 929 habitants.